# Suore albertine serve dei poveri
Le suore albertine serve dei poveri (in latino Congregatio Sororum Albertinorum Pauperibus Inservientium; in polacco Zgromadzenie Sióstr Posługujących Ubogim o Siostry Albertynki) sono un istituto religioso femminile di diritto pontificio: i membri di questa congregazione pospongono al loro nome la sigla S.A.P.U.

## Storia

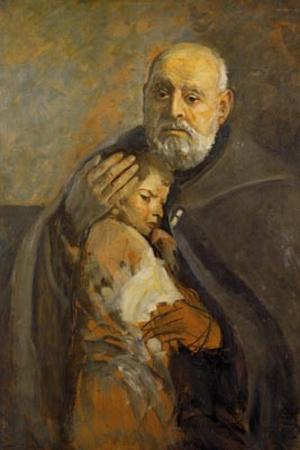
Sant'Alberto Chmielowski in un dipinto di Leon Wyczółkowski

La congregazione venne fondata dal terziario francescano polacco Adam Chmielowski (1845-1916), in religione fratel Alberto, con il consenso del cardinale Albin Dunajewski, arcivescovo di Cracovia: le prime due suore del nuovo istituto furono Anna Lubańska e Maria Cunegonda Silukowska.
I fini della congregazione erano assistere le donne e i bambini senzatetto e soccorrere la popolazione in caso di epidemie: il fondatore non diede delle regole scritte e l'organizzazione giuridica dell'istituto venne codificata da Bernardina Jabłońska (1878-1940), prima superiora generale della congregazione, con l'aiuto del lazzarista Venceslao Lewandowski.
La congregazione è aggregata all'Ordine dei frati minori cappuccini dal 7 maggio 1927; ha ricevuto il pontificio decreto di lode il 5 settembre 1955 e l'approvazione definitiva della Santa Sede il 6 agosto 1965.
Chmielowski è stato canonizzato nel 1989 da papa Giovanni Paolo II, che nel 1997 ha anche beatificato la Jabłońska, ritenuta cofondatrice della congregazione.

## Attività e diffusione
Le albertine seguono la regola del Terzo Ordine Regolare di San Francesco: tra le loro attività vi sono la gestione di ospizi e mense per i senzatetto, di case rifugio per bambini e madri sole, di cliniche per malati terminali e di case di riposo per sacerdoti anziani.
Oltre che in Polonia, sono presenti in Argentina, Bolivia, Italia, Regno Unito, Russia, Slovacchia, Stati Uniti d'America e Ucraina; la sede generalizia è a Cracovia.
Al 31 dicembre 2005 la congregazione contava 633 religiose in 78 case.